# Кохтла (волость)
Кохтла (ест. Kohtla vald) — волость в Естонії, у складі повіту Іда-Вірумаа. Волосна адміністрація розташована в селі Ярве.

## Розташування
Площа волості — 101,56 км², чисельність населення становить 1435 осіб.
Адміністративний центр волості — село Ярве. Крім того, на території волості знаходяться ще 16 сіл: Амула (Amula), Валасте (Valaste), Вітсіку (Vitsiku), Каасікаяа (Kaasikaia), Каасікваляа (Kaasikvälja), Кабеліметса (Kabelimetsa), Кохтла (Kohtla), Кукрусе (Kukruse), Миісамаа (Mõisamaa), Онтіка (Ontika), Паате (Paate), Реері (Peeri), Рооду (Roodu), Сака (Saka), Сервяяре (Servaääre), Тякуметса (Täkumetsa).